# Râmnicelu, Buzău
Râmnicelu là một xã thuộc hạt Buzău, România. Dân số thời điểm năm 2002 là 4332 người.